# Штепа, Неля Игоревна
Не́ля И́горевна Ште́па (укр. Неля Ігорівна Штепа; род. 13 сентября 1962, Славянск, СССР) — украинский хозяйственный деятель, мэр города Славянска (с 31 октября 2010 по 9 июля 2014 года).

## Биография
Неля Штепа (урождённая Литвин) родилась 13 сентября 1962 года в Славянске в семье учителей.
Окончила школу № 18 города Славянска и факультет подготовки учителей математики и физики Славянского государственного педагогического института.
Начав работать после окончания института учителем, через три года стала директором школы. После этого работала в райкоме комсомола, в руководстве различных предприятий, в том числе была директором по коммерции на государственном предприятии «Научно-исследовательский институт высоких напряжений» (НИИ ВН).
В октябре 2009 года создала региональный благотворительный фонд «Спешите делать добро» и возглавила наблюдательный совет фонда.
В 2010 году защитила в Харькове кандидатскую диссертацию на тему «Математическое моделирование распределения полезных ископаемых методами интерлинации и интерфлетации функций», кандидат физико-математических наук.

### Городской голова Славянска
31 октября 2010 года была избрана Славянским городским головой на городских выборах, получив поддержку 60 % голосовавших.
Получила всеукраинскую известность благодаря своим конфликтам с журналистами.
Входила в группу влияния председателя Донецкой областной государственной администрации Анатолия Близнюка. После назначения Близнюка министром регионального развития, строительства и жилищно-коммунального хозяйства Украины и ухода его из области Штепа попала под политическое влияние нового губернатора Донецкой области Андрея Шишацкого. В 2012 году Штепа поддержала на парламентских выборах сына премьер-министра Украины Николая Азарова Алексея Азарова, баллотировавшегося от округа № 47, в границах которого расположен Славянск. Это позволило ей получить через увеличившееся финансирование округа хорошее финансирование города (по данным соперников Алексея Азарова на выборах, в 2012 году округ получил из государственного бюджета более 100 млн гривен).
С 13 апреля 2014 года её местонахождение было неизвестно, «народным мэром» от самопровозглашённой Донецкой народной республики объявил себя Вячеслав Пономарёв. Сама Неля Штепа заявила 13 апреля, что находится на своём рабочем месте. Вечером 12 апреля ей позвонил Вячеслав Пономарёв и попросил медикаменты, однако она находилась в Артёмовске, где живут её родные.
По сообщению корреспондента «Комсомольской правды в Украине» Евгении Супрычевой, Вячеслав Пономарёв продемонстрировал ей заявление Штепы об отставке, сказав: «Мы ей сделали такое предложение, от которого она не смогла отказаться». После этого Супрычева увидела Штепу под конвоем в здании городской администрации Славянска. Штепа кричала: «Я не писала заявления. Они меня арестовали!». За попытку сообщить об этом в редакцию сама Супрычева была взята под стражу и провела в заключении двое суток.
9 мая Неля Штепа на центральной площади Славянска поздравила горожан с Днём Победы и призвала их прийти 11 мая на референдум о самоопределении Донецкой Народной Республики.

### Арест. Уголовный процесс
7 июля после перехода Славянска под контроль украинских военных было сообщено об освобождении Штепы, но уже 11 июля она была задержана, ей было объявлено о подозрении в совершении действий, предусмотренных ч. 2 ст. 110 Уголовного кодекса Украины (посягательство на территориальную целостность и неприкосновенность Украины) и ч. 1 ст. 258-3 (создание террористической группы или организации), повлекших гибель людей, и она была отправлена под конвоем в управление СБУ в Харькове. В конце октября 2014 года прокуратура Харьковской области направила в суд обвинительный акт, где просила для бывшего градоначальника пожизненного срока.
На суде Штепа объясняла, что «призвала Путина войти в Славянск под угрозой террористов» и что «в плену у террористов» её били, а интервью для российских изданий были сделаны «под дулом автомата».
14 октября 2014 года адвокат Нели Штепы сообщила, что её подзащитная была жестоко избита в прокуратуре Харькова, у неё зафиксировано несколько переломов рёбер и конечностей и она помещена в больницу при следственном изоляторе. Прокуратура опровергла эту информацию, сообщив, что женщина, распространившая данные сведения, не является адвокатом Штепы. 26 октября Неля Штепа приняла участие в голосовании на выборах в Верховную раду в Харьковском СИЗО, где находилась по решению суда. 10 декабря Червонозаводский районный суд Харькова продлил её арест на 60 дней — до 7 февраля 2015 года.
В сентябре 2015 года, находясь в Харьковском СИЗО, Штепа дала интервью телеканалу «2+2», где рассказала о событиях весны 2014 года в Славянске.
5 февраля 2016 года Червонозаводской райсуд Харькова в очередной раз продлил обвиняемой содержание под стражей до 3 апреля 2016 года.
20 сентября 2017 года суд изменил меру пресечения и выпустил Штепу под домашний арест, удовлетворив ходатайство адвоката.

### Личная жизнь
Была замужем за своим водителем (позже телохранителем) Алексеем Артамоновым (в настоящее время — советник главы наблюдательного совета регионального благотворительного фонда «Спешите делать добро», главой которого является сама Штепа). Согласно давно не менявшемуся сайту города, она «не замужем…», так как «совсем недавно громко развелась с третьим мужем…». Согласно информации «Комсомольской правды в Украине», разведена, три раза была замужем.
У Штепы двое взрослых родных детей. Есть также приёмная дочь: в 2012 году Штепа оформила опекунство над 10-летней Катей, дочерью умершего от инфаркта друга.
Мачеха — Алла Литвин.

## Награды
- Почётная грамота Кабинета Министров Украины (2007)
- Почётная грамота Северского городского совета (2008)
- Благодарность от Партии регионов за активную общественно-политическую деятельность (2009)
- Грамота Верховной Рады Украины (2010)

### Интервью
- Роменский Владимир, Олевский Тимур. Нелли Штепа, мэр города Славянск // Эхо Москвы. — 12 апреля 2014 года.

### Статьи
- Кто такая Неля Штепа? // Донецкая правда. — 1 марта 2013 года.